# Ampliación (fotografía)
Una ampliación es una copia fotográfica de tamaño superior al negativo empleado para producirla. El aparato empleado para obtenerla se llama ampliadora y al proceso fotográfico se le denomina positivado.
En los primeros tiempos de la fotografía las copias se realizaban por contacto ya que los negativos eran placas fotográficas y tenían un tamaño aceptable; sin embargo el desarrollo de las cámaras fotográficas de 35 mm. proporcionaba unos negativos muy pequeños que obligaron al desarrollo de la ampliadora y de las técnicas de positivado de las ampliaciones.
Una ampliación exige una valoración del negativo de partida para obtener la calidad necesaria y el empleo de tiras de prueba antes de obtener la copia definitiva. El tamaño de la ampliación se relaciona con la distancia a la que se puede contemplar de un modo completo, pero está limitado por el tamaño del grano de la película fotográfica. Las ampliaciones a tamaños muy grandes se suelen denominar murales.
En la fotografía digital a veces se utiliza el término ampliación en lugar de copia que sería el modo más adecuado para describir una fotografía en papel. La limitación del tamaño viene marcada por las dimensiones de un pixel.